# جوليان دويل
جوليان دويل (بالإنجليزية: Julian Doyle)‏ هو سياسي أسترالي، ولد في 26 يوليو 1935، وتوفي في 16 سبتمبر 2007. انتخب عضو الجمعية التشريعية فيكتوريا.